# Temtamy-Shalash-Syndrom
Das Temtamy-Shalash-Syndrom ist eine sehr seltene angeborene Erkrankung mit den Hauptmerkmalen Geistige Behinderung, Kraniofaziale Fehlbildung, Kolobom, Epilepsie, Balkenmangel.
Synonyme sind: Kraniofaziale Dysmorphien - Kolobome – Corpus-callosum-Agenesie; Temtamy-Syndrom; englisch Craniofacial dysmorphism with ocular coloboma absent corpus callosum and aortic dilatation
Die Erstbeschreibung stammt aus dem Jahre 1991 durch die US-amerikanischen Ärzte  S. A. Temtamy, B. A. Shalash und Mitarbeiter.
Das Syndrom ist nicht zu verwechseln mit dem Frank-Temtamy-Syndrom.

## Verbreitung
Die Häufigkeit wird mit unter 1 zu 1.000.000 angegeben, die Vererbung erfolgt  autosomal-rezessiv.

## Ursache
Der Erkrankung liegen Mutationen im C12orf57-Gen auf Chromosom 12 Genort p13.31  zugrunde.

## Klinische Erscheinungen
Klinische Kriterien sind:
- kraniofaziale Dysmorphie wie Makrodolichzephalie, langes Gesicht, antimongoloide Augenlider, tiefsitzende Ohren, Hypertelorismus, Kolobome beidseits, Myopie, schnabelförmige Nase, langes Philtrum, Mikrogenie und Zahnanomalien
- Skelettfehlbildungen wie Brachydaktylie, Genu varum, Pes planus
- Gehirnfehlbildungen wie Corpus-callosum-Agenesie mit Kolpozephalie
- Veränderung der Aorta